# Hypolepis pulcherrima
Hypolepis pulcherrima là một loài thực vật có mạch trong họ Dennstaedtiaceae. Loài này được Underw. & Maxon miêu tả khoa học đầu tiên năm 1930.